# Masters de tennis masculin 1996
Les ATP Tour World Championships 1996 sont la 27e édition du Masters de tennis masculin, qui réunit les huit meilleurs joueurs disponibles en fin de saison ATP en simple. Les huit meilleures équipes de double sont également réunies pour la 23e fois.

## Faits marquants
Chez lui en Allemagne, le tenant du titre Boris Becker est battu au terme une finale d'anthologie face à Pete Sampras. Sur une surface (synthétique indoor) qui lui réussit bien et malgré des statistiques favorables sur l'ensemble du match, il ne parvient pas à confirmer ses deux précédentes victoires sur l'Américain, obtenues à Stuttgart puis en match de poule de ce Masters. Le même scénario qu'aux Masters 1994 se reproduit donc, avec une victoire en poule puis une défaite en finale contre le même joueur. 
Sampras perd son service pour la seule et unique fois du match au premier set, ce qui permet à Becker de s'imposer. Les deux sets suivants sont remportés au tie break par Sampras, avant que Becker ne sauve deux balles de match dans le quatrième set, remporté finalement au tie break (13 points à 11). Mais Becker se fait breaker pour la première fois de la partie dans la dernière manche, occasion qui permet à Sampras de s'envoler vers la victoire. 
À l'issue du match, Boris Becker qualifie son adversaire de "meilleur joueur de tous les temps" et ajoute : "J'ai vu dans les statistiques que j'avais gagné douze points de plus que lui, je l'ai dominé dans tous les domaines, mais je n'ai pas fait le dernier point".

## Simple

### Participants
| Rang mondial | Rang Masters | Joueur              |
| ------------ | ------------ | ------------------- |
| 1            | 1            | Pete Sampras        |
| 2            | 2            | Michael Chang       |
| 3            | 3            | Ievgueni Kafelnikov |
| 4            | 4            | Goran Ivanišević    |
| 5            | 5            | Thomas Muster       |
| 6            | 6            | Boris Becker        |
| 7            | 7            | Andre Agassi / R.   |
| 8            | 8            | Richard Krajicek    |
| 9            | R.           | Thomas Enqvist      |

### Phase de groupes

#### Groupe rouge
- Résultats

| Joueur 1            | Joueur 2            | Score       |
| Pete Sampras        | Andre Agassi        | 6-2 , 6-1   |
| Boris Becker        | Ievgueni Kafelnikov | 6-4, 7-5    |
| Ievgueni Kafelnikov | Thomas Enqvist      | 6-3, 7-65   |
| Boris Becker        | Pete Sampras        | 7-610, 7-64 |
| Thomas Enqvist      | Boris Becker        | 6-3, 7-61   |
| Pete Sampras        | Ievgueni Kafelnikov | 6-4, 6-4    |

- Classement

| #  | Rang | Joueur              | Matches G - P | Sets G - P | Jeux G - P |
| -- | ---- | ------------------- | ------------- | ---------- | ---------- |
| 1. | 1    | Pete Sampras        | 2 - 1         | 4 - 2      | 36 - 25    |
| 2. | 6    | Boris Becker        | 2 - 1         | 4 - 2      | 36 - 34    |
| 3. | R    | Thomas Enqvist      | 1 - 1         | 2 - 2      | 22 - 22    |
| 4. | 3    | Ievgueni Kafelnikov | 1 - 2         | 2 - 4      | 30 - 34    |
| 5. | 7    | Andre Agassi        | 0 - 1         | 0 - 2      | 3 - 12     |

#### Groupe blanc
- Résultats

| Joueur 1         | Joueur 2         | Score            |
| Goran Ivanišević | Thomas Muster    | 6-4, 6-4         |
| Richard Krajicek | Michael Chang    | 6-4, 6-4         |
| Thomas Muster    | Michael Chang    | 6-4, 6-3         |
| Goran Ivanišević | Richard Krajicek | 6-4, 64-7-, 7-61 |
| Michael Chang    | Goran Ivanišević | 68-7, 7-65, 6-1  |
| Richard Krajicek | Thomas Muster    | 7-64, 65-7, 6-3  |

- Classement

| #  | Rang | Joueur           | Matches G - P | Sets G - P | Jeux G - P |
| -- | ---- | ---------------- | ------------- | ---------- | ---------- |
| 1. | 8    | Richard Krajicek | 2 - 1         | 5 - 3      | 48 - 43    |
| 2. | 4    | Goran Ivanišević | 2 - 1         | 5 - 3      | 45 - 44    |
| 3. | 5    | Thomas Muster    | 1 - 2         | 3 - 4      | 36 - 38    |
| 4. | 2    | Michael Chang    | 1 - 2         | 2 - 5      | 34 - 38    |

### Phase finale
|  |                  |            |              |            |            |              |     |        |        |        |        |        |        |        |
|  | 1/2 finale       | 1/2 finale | 1/2 finale   | 1/2 finale | 1/2 finale |              |     | Finale | Finale | Finale | Finale | Finale | Finale | Finale |
|  |                  |            |              |            |            |              |     |        |        |        |        |        |        |        |
|  |                  |            |              |            |            |              |     |        |        |        |        |        |        |        |
|  | Pete Sampras     | (1)        | 6            | 7          | 7          |              |     |        |        |        |        |        |        |        |
|  | Pete Sampras     | (1)        | 6            | 7          | 7          |              |     |        |        |        |        |        |        |        |
|  | Goran Ivanišević | (4)        | 7            | 64         | 5          |              |     |        |        |        |        |        |        |        |
|  | Goran Ivanišević | (4)        | 7            | 64         | 5          | Pete Sampras | (1) | 3      | 7      | 7      | 611    | 6      |        |        |
|  |                  |            |              |            |            | Pete Sampras | (1) | 3      | 7      | 7      | 611    | 6      |        |        |
|  |                  |            | Boris Becker | (6)        | 6          | 65           | 64  | 7      | 4      |        |        |        |        |        |
|  | Boris Becker     | (6)        | Boris Becker | (6)        | 6          | 65           | 64  | 7      | 4      | 64     | 7      | 6      |        |        |
|  | Boris Becker     | (6)        |              |            |            |              |     |        |        | 64     | 7      | 6      |        |        |
|  | Richard Krajicek | (8)        | 7            | 63         | 3          |              |     |        |        |        |        |        |        |        |
|  | Richard Krajicek | (8)        | 7            | 63         | 3          |              |     |        |        |        |        |        |        |        |

## Double

### Participants
| No | Équipe                            | Résultat (V, D)           |
| -- | --------------------------------- | ------------------------- |
| 1  | Todd Woodbridge Mark Woodforde    | Victoire (4V, 1D)         |
| 2  | Byron Black Grant Connell         | Demi-finale (3V, 1D)      |
| 3  | Mark Knowles Daniel Nestor        | Phase de groupes (1V, 2D) |
| 4  | Jacco Eltingh Paul Haarhuis       | Phase de groupes (1V, 2D) |
| 5  | Sébastien Lareau Alex O'Brien     | Finale (3V, 2D)           |
| 6  | Jonas Björkman Nicklas Kulti      | Phase de groupes (1V, 2D) |
| 7  | Libor Pimek Byron Talbot          | Phase de groupes (1V, 2D) |
| 8  | Trevor Kronemann David Macpherson | Demi-finale (1V, 2D)      |

### Phase finale
|  |                                   |            |                               |            |                                |     |   |        |        |        |        |        |        |        |
|  | 1/2 finale                        | 1/2 finale | 1/2 finale                    | 1/2 finale | 1/2 finale                     |     |   | Finale | Finale | Finale | Finale | Finale | Finale | Finale |
|  |                                   |            |                               |            |                                |     |   |        |        |        |        |        |        |        |
|  |                                   |            |                               |            |                                |     |   |        |        |        |        |        |        |        |
|  | Todd Woodbridge Mark Woodforde    | (1)        | 6                             | 6          |                                |     |   |        |        |        |        |        |        |        |
|  | Todd Woodbridge Mark Woodforde    | (1)        | 6                             | 6          |                                |     |   |        |        |        |        |        |        |        |
|  | Byron Black Grant Connell         | (2)        | 3                             | 3          |                                |     |   |        |        |        |        |        |        |        |
|  | Byron Black Grant Connell         | (2)        | 3                             | 3          | Todd Woodbridge Mark Woodforde | (1) | 6 | 5      | 6      | 7      |        |        |        |        |
|  |                                   |            |                               |            |                                | (1) | 6 | 5      | 6      | 7      |        |        |        |        |
|  |                                   |            | Sébastien Lareau Alex O'Brien | (5)        | 4                              | 7   | 2 | 6      |        |        |        |        |        |        |
|  | Sébastien Lareau Alex O'Brien     | (5)        | Sébastien Lareau Alex O'Brien | (5)        | 4                              | 7   | 2 | 6      | 7      | 7      |        |        |        |        |
|  | Sébastien Lareau Alex O'Brien     | (5)        |                               |            |                                |     |   |        | 7      | 7      |        |        |        |        |
|  | Trevor Kronemann David Macpherson | (8)        | 6                             | 6          |                                |     |   |        |        |        |        |        |        |        |
|  | Trevor Kronemann David Macpherson | (8)        | 6                             | 6          |                                |     |   |        |        |        |        |        |        |        |